# (28) Belona
(28) Belona es un asteroide que forma parte del cinturón de asteroides y fue descubierto el 1 de marzo de 1854 por Karl Theodor Robert Luther desde el observatorio de Düsseldorf-Bilk, Alemania.
Está nombrado por Belona, una diosa de la mitología romana, con motivo del comienzo de la guerra de Crimea.

## Características orbitales
Belona orbita a una distancia media de 2,775 ua del Sol, pudiendo acercarse hasta 2,355 ua. Su excentricidad es 0,1515 y la inclinación orbital 9,433°. Emplea en completar una órbita alrededor del Sol 1689 días.